# Conflito de Siachen
O Conflito de Siachen, por vezes referido como a Guerra de Siachen, foi um conflito militar entre a Índia e o Paquistão sobre a disputada região do Glaciar de Siachen na Caxemira. O conflito começou em 1984 com a bem-sucedida Operação Meghdoot da Índia durante a qual tomou o controle do Glaciar de Siachen do Paquistão e forçou os paquistaneses a se retirarem a oeste das Montanhas Saltoro. A Índia estabeleceu o controle sobre todos os 70 km (43 milhas) ao longo do glaciar e todas as suas geleiras tributárias, bem como as três principais passagens de Saltoro imediatamente a oeste da geleira - Sia La, Bilafond La, e Gyong La. O Paquistão controla os vales glaciais imediatamente a oeste das Montanhas Saltoro.
De acordo com a revista Time, a Índia ganhou mais de 3000 km2 do território em consequência de suas operações militares em Siachen.

## Conflito
A geleira do glaciar é o mais alto campo de batalha na terra, onde a Índia e o Paquistão têm lutado de forma intermitente desde 13 de abril de 1984. Ambos os países mantêm presença militar permanente na região a uma altitude de mais de 6.000 metros (20.000 pés). Mais de 2000 pessoas morreram neste terreno inóspito, principalmente devido às condições climáticas extremas e aos riscos naturais de uma guerra de montanha.[carece de fontes?]
O conflito no Glaciar de Siachen deriva do território incompletamente demarcado no mapa, além de coordenadas do mapa conhecidas como NJ9842. O Acordo de Simla de 1972 não menciona claramente quem controlava a geleira, apenas afirmando que a partir do local NJ9842 a fronteira continuaria "dali ao norte para as geleiras". Os funcionários da ONU presumiram que não haveria disputa entre a Índia e o Paquistão sobre uma região tão fria e estéril.